# Campiones de dobles femenins de l'Open d'Austràlia
La competició de dobles femenina se celebra des de l'any 1922.

## Palmarès

### Australasian Championships
| Any  | Vencedores                      | Finalistes                       | Resultat      |
| ---- | ------------------------------- | -------------------------------- | ------------- |
| 1922 | Esna Boyd Marjorie Mountain     | Floris St. George Lorna Utz      | 1−6, 6−4, 7−5 |
| 1923 | Esna Boyd Sylvia Lance          | Margaret Molesworth H. Turner    | 6−1, 6−4      |
| 1924 | Daphne Akhurst Sylvia Lance     | Kathrine LeMesurier Meryl O'Hara | 7−5, 6−2      |
| 1925 | Daphne Akhurst Sylvia Lance (2) | Esna Boyd Kathrine LeMesurier    | 6−4, 6−3      |
| 1926 | Esna Boyd Meryl O'Hara          | Daphne Akhurst Marjorie Cox      | 6−3, 6−8, 8−6 |

### Australian Championships
| Any  | Vencedores                                    | Finalistes                                    | Resultat                                      |
| ---- | --------------------------------------------- | --------------------------------------------- | --------------------------------------------- |
| 1927 | Louie Bickerton Meryl O'Hara                  | Esna Boyd Sylvia Lance                        | 6−3, 6−3                                      |
| 1928 | Daphne Akhurst Esna Boyd                      | Kathrine LeMesurier Dorothy Weston            | 6−3, 6−1                                      |
| 1929 | Daphne Akhurst Louie Bickerton                | Sylvia Lance Meryl O'Hara                     | 6−2, 3−6, 6−2                                 |
| 1930 | Emily Hood Margaret Molesworth                | Marjorie Cox Sylvia Lance                     | 6−3, 0−6, 7−5                                 |
| 1931 | Daphne Akhurst Louie Bickerton (2)            | Nell Lloyd Lorna Utz                          | 6−0, 6−4                                      |
| 1932 | Marjorie Cox Coral McInnes                    | Kathrine LeMesurier Dorothy Weston            | 6−2, 6−2                                      |
| 1933 | Emily Hood Margaret Molesworth                | Marjorie Gladman Joan Hartigan                | 6−3, 6−2                                      |
| 1934 | Emily Hood Margaret Molesworth (3)            | Joan Hartigan Ula Valkenburg                  | 6−8, 6−4, 6−4                                 |
| 1935 | Evelyn Dearman Nancy Lyle                     | Louie Bickerton Nell Hall                     | 6−3, 6−4                                      |
| 1936 | Thelma Coyne Nancye Wynne                     | May Blick Katherine Woodward                  | 6−2, 6−4                                      |
| 1937 | Thelma Coyne Nancye Wynne                     | Nell Hall Emily Hood                          | 6−2, 6−2                                      |
| 1938 | Thelma Coyne Nancye Wynne                     | Dorothy Bundy Dorothy Workman                 | 9−7, 6−4                                      |
| 1939 | Thelma Coyne Nancye Wynne                     | May Hardcastle Emily Hood                     | 7−5, 6−4                                      |
| 1940 | Thelma Coyne Nancye Wynne                     | Joan Hartigan Emily Niemeyer                  | 7−5, 6−2                                      |
| 1941 | Sense competició per la Segona Guerra Mundial | Sense competició per la Segona Guerra Mundial | Sense competició per la Segona Guerra Mundial |
| 1942 | Sense competició per la Segona Guerra Mundial | Sense competició per la Segona Guerra Mundial | Sense competició per la Segona Guerra Mundial |
| 1943 | Sense competició per la Segona Guerra Mundial | Sense competició per la Segona Guerra Mundial | Sense competició per la Segona Guerra Mundial |
| 1944 | Sense competició per la Segona Guerra Mundial | Sense competició per la Segona Guerra Mundial | Sense competició per la Segona Guerra Mundial |
| 1945 | Sense competició per la Segona Guerra Mundial | Sense competició per la Segona Guerra Mundial | Sense competició per la Segona Guerra Mundial |
| 1946 | Mary Bevis Joyce Fitch                        | Thelma Coyne Nancye Wynne                     | 9−7, 6−4                                      |
| 1947 | Thelma Coyne Nancye Wynne                     | Mary Bevis Joyce Fitch                        | 6−3, 6−3                                      |
| 1948 | Thelma Coyne Nancye Wynne                     | Mary Bevis Pat Jones                          | 6−3, 6−3                                      |
| 1949 | Thelma Coyne Nancye Wynne                     | Doris Hart Marie Toomey                       | 6−0, 6−1                                      |
| 1950 | Louise Brough Doris Hart                      | Thelma Coyne Nancye Wynne                     | 6−2, 2−6, 6−3                                 |
| 1951 | Thelma Coyne Nancye Wynne                     | Mary Bevis Joyce Fitch                        | 6−2, 6−1                                      |
| 1952 | Thelma Coyne Nancye Wynne (10)                | Mary Bevis Allison Burton Baker               | 6−1, 6−1                                      |
| 1953 | Maureen Connolly Julia Sampson                | Mary Bevis Beryl Penrose                      | 6−4, 6−2                                      |
| 1954 | Mary Bevis Thelma Coyne                       | Hazel Redick Julia Wipplinger                 | 6−3, 8−6                                      |
| 1955 | Mary Bevis Beryl Penrose                      | Nell Hall Gwen Thiele                         | 7−5, 6−1                                      |
| 1956 | Mary Bevis Thelma Coyne                       | Mary Carter Reitano Beryl Penrose             | 6−2, 5−7, 9−7                                 |
| 1957 | Shirley Fry Althea Gibson                     | Mary Bevis Fay Muller                         | 6−2, 6−1                                      |
| 1958 | Mary Bevis Thelma Coyne (3)                   | Lorraine Coghlan Angela Mortimer              | 7−5, 6−8, 6−2                                 |
| 1959 | Sandra Reynolds Renee Schuurman               | Mary Carter Reitano Lorraine Coghlan          | 7−5, 6−4                                      |
| 1960 | Maria Bueno Christine Truman                  | Lorraine Coghlan Margaret Smith               | 6−2, 5−7, 6−2                                 |
| 1961 | Mary Carter Reitano Margaret Smith            | Mary Bevis Jan Lehane                         | 6−0, 6−3                                      |
| 1962 | Robyn Ebbern Margaret Smith                   | Mary Carter Reitano Darlene Hard              | 6−4, 6−4                                      |
| 1963 | Robyn Ebbern Margaret Smith (2)               | Jan Lehane Lesley Turner                      | 6−1, 6−3                                      |
| 1964 | Judy Tegart Lesley Turner                     | Robyn Ebbern Margaret Smith                   | 6−4, 6−4                                      |
| 1965 | Margaret Smith Lesley Turner                  | Robyn Ebbern Billie Jean King                 | 1−6, 6−2, 6−3                                 |
| 1966 | Carole Caldwell Nancy Richey                  | Margaret Smith Lesley Turner                  | 6−4, 7−5                                      |
| 1967 | Judy Tegart Lesley Turner (2)                 | Lorraine Coghlan Evelyn Terras                | 6−0, 6−2                                      |
| 1968 | Karen Krantzcke Kerry Melville                | Judy Tegart Lesley Turner                     | 6−4, 3−6, 6−2                                 |

### Australian Open
| Any        | Vencedores                                | Finalistes                                    | Resultat                                      |
| ---------- | ----------------------------------------- | --------------------------------------------- | --------------------------------------------- |
| 1969       | Margaret Smith Court Judy Tegart          | Rosemary Casals Billie Jean King              | 6−4, 6−4                                      |
| 1970       | Margaret Smith Court Judy Tegart (2)      | Karen Krantzcke Kerry Melville                | 6−3, 6−1                                      |
| 1971       | Evonne Goolagong Margaret Smith Court     | Jill Emmerson Lesley Hunt                     | 6−0, 6−0                                      |
| 1972       | Helen Gourlay Kerry Harris                | Patricia Coleman Karen Krantzcke              | 6−0, 6−4                                      |
| 1973       | Margaret Smith Court Virginia Wade        | Kerry Harris Kerry Melville                   | 6−4, 6−4                                      |
| 1974       | Evonne Goolagong Peggy Michel             | Kerry Harris Kerry Melville                   | 7−5, 6−3                                      |
| 1975       | Evonne Goolagong Peggy Michel (2)         | Olga Morozova Margaret Smith Court            | 7−6, 7−6                                      |
| 1976       | Evonne Goolagong Helen Gourlay            | Renata Tomanová Lesley Turner                 | 8−1                                           |
| 1977 (gen) | Dianne Balestrat Helen Gourlay            | Kerry Melville Betsy Nagelsen                 | 5−7, 6−1, 7−5                                 |
| 1977 (des) | Evonne Goolagong Helen Gourlay (2)        | Compartit per suspensió de la final per pluja | Compartit per suspensió de la final per pluja |
| 1977 (des) | Kerry Melville Mona Schallau              | Compartit per suspensió de la final per pluja | Compartit per suspensió de la final per pluja |
| 1978       | Betsy Nagelsen Renata Tomanová            | Naoko Sato Pam Whytcross                      | 7−5, 6−2                                      |
| 1979       | Judy Chaloner Dianne Evers                | Leanne Harrison Marcella Mesker               | 6−1, 3−6, 6−0                                 |
| 1980       | Betsy Nagelsen Martina Navrátilová        | Ann Kiyomura Candy Reynolds                   | 6−4, 6−4                                      |
| 1981       | Kathy Jordan Anne Smith                   | Martina Navrátilová Pam Shriver               | 6−2, 7−5                                      |
| 1982       | Martina Navrátilová Pam Shriver           | Claudia Kohde Eva Pfaff                       | 6−4, 6−2                                      |
| 1983       | Martina Navrátilová Pam Shriver           | Anne Hobbs Wendy Turnbull                     | 6−4, 6−7, 6−2                                 |
| 1984       | Martina Navrátilová Pam Shriver           | Claudia Kohde Helena Suková                   | 6−3, 6−4                                      |
| 1985       | Martina Navrátilová Pam Shriver           | Claudia Kohde Helena Suková                   | 6−3, 6−4                                      |
| 1986       | Sense competició per canvi de data        | Sense competició per canvi de data            | Sense competició per canvi de data            |
| 1987       | Martina Navrátilová Pam Shriver           | Zina Garrison Lori McNeil \| \|6−1, 6−0       |                                               |
| 1988       | Martina Navrátilová Pam Shriver           | Chris Evert Wendy Turnbull                    | 6−0, 7−5                                      |
| 1989       | Martina Navrátilová Pam Shriver (7)       | Patty Fendick Jill Hetherington               | 3−6, 6−3, 6−2                                 |
| 1990       | Jana Novotná Helena Suková                | Patty Fendick Mary Joe Fernández              | 7−6(5), 7−6(6)                                |
| 1991       | Patty Fendick Mary Joe Fernández          | Gigi Fernández Jana Novotná                   | 7−6(4), 6−1                                   |
| 1992       | Arantxa Sánchez Vicario Helena Suková     | Mary Joe Fernández Zina Garrison              | 6−4, 7−6(3)                                   |
| 1993       | Gigi Fernández Natalia Zvereva            | Pam Shriver Elizabeth Smylie                  | 6−4, 6−3                                      |
| 1994       | Gigi Fernández Natalia Zvereva (2)        | Patty Fendick Meredith McGrath                | 6−3, 4−6, 6−4                                 |
| 1995       | Jana Novotná Arantxa Sánchez Vicario      | Gigi Fernández Natalia Zvereva                | 6−3, 6−7(7), 6−4                              |
| 1996       | Chanda Rubin Arantxa Sánchez Vicario      | Lindsay Davenport Mary Joe Fernández          | 7−5, 2−6, 6−4                                 |
| 1997       | Martina Hingis Natalia Zvereva            | Lindsay Davenport Lisa Raymond                | 6−2, 6−2                                      |
| 1998       | Martina Hingis Mirjana Lučić              | Lindsay Davenport Natalia Zvereva             | 6−4, 2−6, 6−3                                 |
| 1999       | Martina Hingis Anna Kúrnikova             | Lindsay Davenport Natalia Zvereva             | 7−5, 6−3                                      |
| 2000       | Lisa Raymond Rennae Stubbs                | Martina Hingis Mary Pierce                    | 6−4, 5−7, 6−4                                 |
| 2001       | Serena Williams Venus Williams            | Lindsay Davenport Corina Morariu              | 6−2, 4−6, 6−4                                 |
| 2002       | Martina Hingis Anna Kúrnikova (2)         | Daniela Hantuchová Arantxa Sánchez Vicario    | 6−2, 6−7(7), 6−1                              |
| 2003       | Serena Williams Venus Williams            | Virginia Ruano Pascual Paola Suárez           | 4−6, 6−4, 6−3                                 |
| 2004       | Virginia Ruano Pascual Paola Suárez       | Svetlana Kuznetsova Elena Likhovtseva         | 6−4, 6−3                                      |
| 2005       | Svetlana Kuznetsova Alicia Molik          | Lindsay Davenport Corina Morariu              | 6−3, 6−4                                      |
| 2006       | Zheng Jie Yan Zi                          | Lisa Raymond Samantha Stosur                  | 2−6, 7−6(7), 6−3                              |
| 2007       | Cara Black Liezel Huber                   | Chan Yung-jan Chuang Chia-Jung                | 6−4, 6−7(4), 6−1                              |
| 2008       | Alona Bondarenko Katerina Bondarenko      | Viktória Azàrenka Shahar Peer                 | 2−6, 6−1, 6−4                                 |
| 2009       | Serena Williams Venus Williams            | Daniela Hantuchová Ai Sugiyama                | 6−3, 6−3                                      |
| 2010       | Serena Williams Venus Williams (4)        | Cara Black Liezel Huber                       | 6−4, 6−3                                      |
| 2011       | Gisela Dulko Flavia Pennetta              | Viktória Azàrenka Maria Kirilenko             | 2−6, 7−5, 6−1                                 |
| 2012       | Svetlana Kuznetsova Vera Zvonariova       | Sara Errani Roberta Vinci                     | 5−7, 6−4, 6−3                                 |
| 2013       | Sara Errani Roberta Vinci                 | Ashleigh Barty Casey Dellacqua                | 6−2, 3−6, 6−2                                 |
| 2014       | Sara Errani Roberta Vinci (2)             | Iekaterina Makàrova Ielena Vesninà            | 6−4, 3−6, 7−5                                 |
| 2015       | Bethanie Mattek-Sands Lucie Šafářová      | Chan Yung-jan Zheng Jie                       | 6−4, 7−6(5)                                   |
| 2016       | Martina Hingis Sania Mirza                | Andrea Hlaváčková Lucie Hradecka              | 7−6(1), 6−3                                   |
| 2017       | Bethanie Mattek-Sands Lucie Šafářová (2)  | Andrea Hlaváčková Peng Shuai                  | 6−7(4), 6−3, 6−3                              |
| 2018       | Tímea Babos Kristina Mladenovic           | Iekaterina Makàrova Ielena Vesninà            | 6−4, 6−3                                      |
| 2019       | Samantha Stosur Zhang Shuai               | Tímea Babos Kristina Mladenovic               | 6−3, 6−4                                      |
| 2020       | Tímea Babos Kristina Mladenovic (2)       | Hsieh Su-wei Barbora Strýcová                 | 6−2, 6−1                                      |
| 2021       | Elise Mertens Arina Sabalenka             | Barbora Krejčíková Kateřina Siniaková         | 6−2, 6−3                                      |
| 2022       | Barbora Krejčíková Kateřina Siniaková     | Anna Danilina Beatriz Haddad Maia             | 6−7(3), 6−4, 6−4                              |
| 2023       | Barbora Krejčíková Kateřina Siniaková (2) | Shuko Aoyama Ena Shibahara                    | 6−4, 6−3                                      |
| 2024       | Hsieh Su-wei Elise Mertens                | Liudmila Kitxenok Jeļena Ostapenko            | 6−1, 7−5                                      |
| 2025       | Kateřina Siniaková Taylor Townsend        | Hsieh Su-wei Jeļena Ostapenko                 | 6−2, 6−7(4), 6−3                              |

## Estadístiques

### Campiones múltiples (parelles)
| Tennistes en actiu |

| Parelles                              | Era Amateur | Era Open | Total | Anys                                                       |
| ------------------------------------- | ----------- | -------- | ----- | ---------------------------------------------------------- |
| Thelma Coyne Nancye Wynne             | 10          | 0        | 10    | 1936, 1937, 1938, 1939, 1940, 1947, 1948, 1949, 1951, 1952 |
| Martina Navrátilová Pam Shriver       | 0           | 7        | 7     | 1982, 1983, 1984, 1985, 1987, 1988, 1989                   |
| Serena Williams Venus Williams        | 0           | 4        | 4     | 2001, 2003, 2009, 2010                                     |
| Emily Hood Margaret Molesworth        | 3           | 0        | 3     | 1930, 1933, 1934                                           |
| Mary Bevis Thelma Coyne               | 3           | 0        | 3     | 1954, 1956, 1958                                           |
| Daphne Akhurst Sylvia Lance           | 2           | 0        | 2     | 1924, 1925                                                 |
| Daphne Akhurst Louise Bickerton       | 2           | 0        | 2     | 1929, 1931                                                 |
| Robyn Ebbern Margaret Smith Court     | 2           | 0        | 2     | 1962, 1963                                                 |
| Judy Tegart Lesley Turner             | 2           | 0        | 2     | 1964, 1967                                                 |
| Margaret Smith Court Judy Tegart      | 0           | 2        | 2     | 1969, 1970                                                 |
| Evonne Goolagong Peggy Michel         | 0           | 2        | 2     | 1974, 1975                                                 |
| Evonne Goolagong Helen Gourlay        | 0           | 2        | 2     | 1976, 1977                                                 |
| Gigi Fernández Natalia Zvereva        | 0           | 2        | 2     | 1993, 1994                                                 |
| Martina Hingis Anna Kúrnikova         | 0           | 2        | 2     | 1999, 2002                                                 |
| Sara Errani Roberta Vinci             | 0           | 2        | 2     | 2013, 2014                                                 |
| Bethanie Mattek-Sands Lucie Šafářová  | 0           | 2        | 2     | 2015, 2017                                                 |
| Tímea Babos Kristina Mladenovic       | 0           | 2        | 2     | 2018, 2020                                                 |
| Barbora Krejčíková Kateřina Siniaková | 0           | 2        | 2     | 2022, 2023                                                 |

### Campiones múltiples (individual)
| Tennistes en actiu |

| Tennista                | Era Amateur | Era Open | Total | Anys                                                                         |
| ----------------------- | ----------- | -------- | ----- | ---------------------------------------------------------------------------- |
| Thelma Coyne            | 13          | 0        | 13    | 1936, 1937, 1938, 1939, 1940, 1947, 1948, 1949, 1951, 1952, 1954, 1956, 1958 |
| Nancye Wynne            | 10          | 0        | 10    | 1936, 1937, 1938, 1939, 1940, 1947, 1948, 1949, 1951, 1952                   |
| Margaret Smith Court    | 4           | 4        | 8     | 1961, 1962, 1963, 1965, 1969, 1970, 1971, 1973                               |
| Martina Navrátilová     | 0           | 8        | 8     | 1980, 1982, 1983, 1984, 1985, 1987, 1988, 1989                               |
| Pam Shriver             | 0           | 7        | 7     | 1982, 1983, 1984, 1985, 1987, 1988, 1989                                     |
| Daphne Akhurst          | 5           | 0        | 5     | 1924, 1925, 1928, 1929, 1931                                                 |
| Mary Bevis              | 5           | 0        | 5     | 1946, 1954, 1955, 1956, 1958                                                 |
| Evonne Goolagong        | 0           | 5        | 5     | 1971, 1974, 1975, 1976, 1977 (des)                                           |
| Martina Hingis          | 0           | 5        | 5     | 1997, 1998, 1999, 2002, 2016                                                 |
| Esna Boyd               | 4           | 0        | 4     | 1922, 1923, 1926, 1928                                                       |
| Judy Tegart             | 2           | 2        | 4     | 1964, 1967, 1969, 1970                                                       |
| Helen Gourlay           | 0           | 4        | 4     | 1972, 1976, 1977 (gen), 1977 (des)                                           |
| Venus Williams          | 0           | 4        | 4     | 2001, 2003, 2009, 2010                                                       |
| Serena Williams         | 0           | 4        | 4     | 2001, 2003, 2009, 2010                                                       |
| Sylvia Lance            | 3           | 0        | 3     | 1923, 1924, 1925                                                             |
| Louise Bickerton        | 3           | 0        | 3     | 1927, 1929, 1931                                                             |
| Emily Hood              | 3           | 0        | 3     | 1930, 1933, 1934                                                             |
| Margaret Molesworth     | 3           | 0        | 3     | 1930, 1933, 1934                                                             |
| Lesley Turner           | 3           | 0        | 3     | 1964, 1965, 1967                                                             |
| Arantxa Sánchez Vicario | 0           | 3        | 3     | 1992, 1995, 1996                                                             |
| / Nataixa Zvéreva       | 0           | 3        | 3     | 1993, 1994, 1997                                                             |
| Kateřina Siniaková      | 0           | 3        | 3     | 2022, 2023, 2025                                                             |
| Meryl O'Hara-Wood       | 2           | 0        | 2     | 1926, 1927                                                                   |
| Robyn Ebbern            | 2           | 0        | 2     | 1962, 1963                                                                   |
| Kerry Melville          | 1           | 1        | 2     | 1968, 1977 (des)                                                             |
| Peggy Michel            | 0           | 2        | 2     | 1974, 1975                                                                   |
| Betsy Nagelsen          | 0           | 2        | 2     | 1978, 1980                                                                   |
| Jana Novotná            | 0           | 2        | 2     | 1990, 1995                                                                   |
| Helena Suková           | 0           | 2        | 2     | 1990, 1992                                                                   |
| Gigi Fernández          | 0           | 2        | 2     | 1993, 1994                                                                   |
| Anna Kúrnikova          | 0           | 2        | 2     | 1999, 2002                                                                   |
| Svetlana Kuznetsova     | 0           | 2        | 2     | 2005, 2012                                                                   |
| Sara Errani             | 0           | 2        | 2     | 2013, 2014                                                                   |
| Roberta Vinci           | 0           | 2        | 2     | 2013, 2014                                                                   |
| Bethanie Mattek-Sands   | 0           | 2        | 2     | 2015, 2017                                                                   |
| Lucie Šafářová          | 0           | 2        | 2     | 2015, 2017                                                                   |
| Tímea Babos             | 0           | 2        | 2     | 2018, 2020                                                                   |
| Kristina Mladenovic     | 0           | 2        | 2     | 2018, 2020                                                                   |
| Barbora Krejčíková      | 0           | 2        | 2     | 2022, 2023                                                                   |